# Melanie Fontana
Melanie Joy Fontana (Newington, Connecticut, Estados Unidos, 3 de octubre de 1986), conocida profesionalmente como Melanie Fontana, es una cantante y compositora estadounidense, perteneciente al sello Universal Music Group.

## Primeros años
Fontana nació en Newington, Connecticut. Se mudó a la ciudad de Nueva York cuando tenía 18 años, después de pasar siete años viajando a Manhattan , donde audicionaba para papeles de canto y trabajaba como cantante de demostración, grabando canciones para que los escritores las presentaran a las compañías discográficas.

## Carrera
Fontana coescribió la canción de Justin Bieber de 2011 «Home This Christmas» junto a Nasri. Trabajó además en el álbum navideño de Bieber Under the Mistletoe. También en 2011, Fontana coescribió el tema musical original de Shelter Me, un programa del canal PBS presentado por Katherine Heigl que celebraba el vínculo humano-animal. La serie se centraba en historias de éxito de animales de refugio. El tema principal, «Love is Everything (Shelter Me)», fue escrito por Austin Bis, Fontana y Daniel Walker, e interpretado por Fontana. En 2014, coescribió la canción «Hit Me Up» con Lars Hustoft y Jon Asher para el Festival de la Canción de Eurovisión, para el competidor Charlie Tepstad de Noruega.
El 5 de abril de 2013, la canción «Nothing Really Matters» de tyDi en la que trabajó Fontana y fue coescrita por STIX de Fly Panda, debutó en Billboard. Alcanzó el puesto 39 en la lista Billboard Dance Club Songs en 2013. También en 2013, Fontana trabajó como consultora de composición de canciones en el programa de televisión Idol de Noruega, coescribiendo el sencillo «Shattered» de Astrid S, que fue Disco de oro en Escandinavia. En 2015, Fontana, junto con tyDi, encabezó las listas de baile de Mediabase en el número 1 con su canción EDM «Redefined», coescrita por Priya J. Geddis. La canción fue la pista principal de Sirius XM de 2015 en su estación BPM. También colaboró con tyDi y Col3man en el sencillo «That's How You Know» del 2017.
En 2016, Britney Spears lanzó la edición japonesa de su álbum Glory, que incluía una canción escrita por Fontana junto a Jon Asher y producida por DJ Mustard, titulada «Mood Ring». Fontana tuvo tres sencillos Top 10 derivados del programa de televisión surcoreano Produce 101 del canal Mnet : «Crush», «Yum Yum» y «Fingertips». El 1 de abril de 2016, Aaron Carter lanzó «Fools Gold», que fue coescrita por Fontana, Carter, Asher, Taylor Hegelson y Michel "Lindgren" Schulz. Fontana coescribió las cinco pistas del EP de regreso de Carter en 2017, LøVë. El 7 de octubre de 2016, la cantante Daya lanzó el miniálbum Sit Still, Look Pretty, que incluía dos canciones escritas por Fontana, «Words» y «All Right». Coescribió el sencillo de The Chainsmokers «Setting Fires», lanzado en noviembre de 2016, y el sencillo del grupo surcoreano BTS «Euphoria», lanzado en abril de 2018, que alcanzó el número 2 en la lista Billboard World Digital Song Sales. Ella y su esposo Michel "Lindgren" Schulz ayudaron a escribir el sencillo de BTS de 2019 «Boy with Luv» con Halsey. Fontana es representada por Justin Garza.

## Controversias

### Composiciones para BTS
Una publicación de Instagram realizada por Fontana en abril de 2019 con respecto a su crédito de coautora en «Boy with Luv» de BTS generó críticas por su redacción y su implicación de que ella era la escritora principal de la canción. Fontana luego editó sus comentarios originales para reflejar mejor su participación. El énfasis de Fontana en sus créditos como compositora en varias otras canciones de BTS, incluidas «Euphoria», «Sweet Night» y «On», llevó a cuestionar la participación de sus contribuciones en las letras de cada canción en los medios de comunicación en línea. El área de publicidad de Universal Music Group publicó en Instagram una foto de Fontana destacando su trabajo en «Sweet Night», donde, según los informes, respondió en los comentarios diciendo «Tsym for all the support, ME (love) YOU GUYS SO MUCH!!!».
Fontana expresó a través de Instagram Live la angustia y el dolor recibido por el ataque, así como su postura ante la situación. El cónyuge de Fontana, Michel "Lindgren" Schulz, defendió públicamente a Fontana en Twitter. Él vinculó la reacción violenta con el acoso en línea y afirmó que «diferentes culturas tienen diferentes formas de hablar sobre los logros». Schulz agregó que él y Fontana escribieron «cada palabra en 'Sweet Night'» y se lo pidieron «el sello Big Hit Entertainment y el mismo V». Su respuesta recibió críticas similares.

### Presunta controversia sobre racismo
Luego de las duras críticas de los fanáticos de BTS con respecto a la controversia anterior sobre la composición de canciones, Fontana abordó varios comentarios en su Instagram personal, afirmando que los autores de ciertos comentarios eran racistas y preguntando a los fanáticos en un comentario ahora eliminado: «¿Qué pasaría si mostrara sus comentarios racistas? a los chicos? Jajaja». Luego, los fanáticos comenzaron a exponer viejos tuits del compositor, incluido uno que decía «No duraría ni un segundo en morir de hambre en África» y otro que incluía una amenaza de suicidio a un extraño por rayar su parachoques. A la luz de la indignación de los fanáticos con respecto a su acusación de ser racista hacia ella y sus posteriores afirmaciones de que creía en el racismo inverso, Fontana cambió su foto de perfil a un ícono con diseño alusivo al movimiento Black Lives Matter.

### Declaraciones sobre Sulli de f(x)
Una publicación hecha por la compositora en su historia de Instagram luego del fallecimiento de la exmiembro de f(x), Sulli, el 13 y 14 de octubre de 2019, generó una respuesta negativa de los fanáticos de la cantante. En su declaración de Instagram, expresó sus condolencias a la cantante y vinculó el abuso que recibió la difunta artista por sus acciones feministas con la severa reacción que la propia Fontana recibió de los fanáticos de BTS por sus palabras en las publicaciones de las redes sociales. Fontana afirmó que el siguiente pensamiento cruzó por su mente: «...si estuviera un poco más deprimida, o un poco menos cómoda en mi afortunada vida, podría considerar seriamente terminar con las cosas». Los fanáticos estaban indignados porque la compositora aparentemente «tomaba a la ligera y trivializaba» la muerte de Sulli, acusando a Fontana de usar el suicidio de la cantante para hablar sobre sí misma, enfatizando el punto de que Fontana solo se refirió dos veces a Sulli en la declaración de más de 200 palabras.

## Discografía

### Como compositora
| Año  | Artista                              | Álbum                        | Canción                                         |
| ---- | ------------------------------------ | ---------------------------- | ----------------------------------------------- |
| 2011 | Justin Bieber ft. The Band Perry     | Under the Mistletoe          | «Home This Christmas»                           |
| 2013 | Astrid S                             |                              | «Shattered»                                     |
| 2013 | Sverre Eide                          |                              | «Chain Reaction»                                |
| 2013 | Eirik Søfteland                      |                              | «Lust or Love»                                  |
| 2013 | Girls' Generation                    | Girls & Peace                | «Stay Girls»                                    |
| 2013 | Becky                                | Gyu                          | «Gyu»                                           |
| 2014 | Steffen Jakobsen                     | Six String Love Affair       | «Set in Stone»                                  |
| 2014 | Alex Marshall                        |                              | «Si Je Pars»                                    |
| 2014 | Charlie                              |                              | «Hit Me Up»                                     |
| 2014 | f(x)                                 | Red Light                    | «Boom, Bang, Boom»                              |
| 2014 | Koda Kumi                            | Walk of My Life              | «Dance In The Rain»                             |
| 2014 | Andreas Varady                       | Andreas Varady               | «Don't Stop the Music»                          |
| 2014 | Constant Flow ft. Immortal Technique |                              | «Moment Of Peace»                               |
| 2014 | Thomas Newson & Otto Orlandi         |                              | «Bells At Midnight»                             |
| 2015 | Shawn Hook                           | Analog Love                  | «Relapse»                                       |
| 2015 | Edurne                               | Adrenalina                   | «One Shot»                                      |
| 2015 | Lace Up                              |                              | «Dripping Gold»                                 |
| 2016 | I.O.I                                | Chrysalis                    | «Crush»                                         |
| 2016 | Produce 101                          |                              | «Fingertips»                                    |
| 2016 | Produce 101                          | «Yum Yum»                    |                                                 |
| 2016 | AOA                                  | Runway                       | «Cherry Pop»                                    |
| 2016 | Fiestar                              |                              | «Apple Pie»                                     |
| 2016 | Tiffany Hwang                        | I Just Wanna Dance           | «Yellow Light»                                  |
| 2016 | Los 5                                | Meet Los Five                | «Do For Love»                                   |
| 2016 | Britney Spears                       | Glory                        | «Mood Ring»                                     |
| 2016 | The Chainsmokers                     | Collage                      | «Setting Fires»                                 |
| 2016 | Daya                                 | Sit Still, Look Pretty       | «Words»                                         |
| 2016 | Daya                                 | Sit Still, Look Pretty       | «All Right»                                     |
| 2016 | Hyolyn ft. Jay Park                  | It's Me                      | «One Step»                                      |
| 2016 | Hatty Keane                          |                              | «In Your Arms»                                  |
| 2016 | Sammi Sanchez                        |                              | «Girls Talk»                                    |
| 2016 | Sammi Sanchez                        | «Deeper»                     |                                                 |
| 2017 | Aaron Carter                         | LøVë                         | «Fool's Gold»                                   |
| 2017 | Aaron Carter                         | LøVë                         | «Let Me Let You»                                |
| 2017 | Aaron Carter                         | LøVë                         | «Sooner of Later»                               |
| 2017 | Aaron Carter                         | LøVë                         | «Same Way»                                      |
| 2017 | Aaron Carter                         | LøVë                         | «Dearly Departed»                               |
| 2017 | Aaron Carter                         | LøVë                         | «Don't Say Goodbye»                             |
| 2017 | Minzy                                | Minzy Work 01: Uno           | «Ni Na No»                                      |
| 2017 | Minzy                                | Minzy Work 01: Uno           | «Superwoman»                                    |
| 2017 | RaNia                                | Refresh 7th                  | «Breathe Heavy»                                 |
| 2017 | Kayef                                |                              | «Paradies»                                      |
| 2017 | Kayef                                | «Wir Sind Okay»              |                                                 |
| 2017 | Fabian Mazur ft. Dia Frampton        |                              | «Young Once»                                    |
| 2017 | Melody Day                           | Kiss On the Lips             | «Kiss On the Lips»                              |
| 2017 | R3hab ft. Krewella                   |                              | «Ain't That Why»                                |
| 2017 | ILLENIUM ft. Dia Frampton            | Awake                        | «Needed You»                                    |
| 2018 | Kayef                                |                              | «Irgendwann Jetzt»                              |
| 2018 | BTS                                  | Love Yourself: Answer        | «Euphoria»                                      |
| 2018 | AOA                                  | Bingle Bangle                | «Parfait»                                       |
| 2018 | Topic ft. Juan Magán & Lena          |                              | «Sólo Contigo»                                  |
| 2018 | Felix Sandman                        | EMOTIONS                     | «TONE IT DOWN»                                  |
| 2018 | Drake Bell                           |                              | «Fuego Lento»                                   |
| 2018 | Loren Gray                           |                              | «Kick You Out»                                  |
| 2018 | DeathbyRomy                          | Monsters                     | «No More»                                       |
| 2019 | DeathbyRomy                          | Love u - to Death            | «Diamond Tears»                                 |
| 2019 | DeathbyRomy                          | Love u - to Death            | «Problems»                                      |
| 2019 | DeathbyRomy                          | Love u - to Death            | «Love U to Death»                               |
| 2019 | DeathbyRomy                          | Love u - to Death            | «Sleep at Night»                                |
| 2019 | TXT                                  | The Dream Chapter: Star      | «어느날 머리에서 뿔이 자랐다 (CROWN)»           |
| 2019 | TXT                                  | The Dream Chapter: Star      | «Cat & Dog»                                     |
| 2019 | TXT                                  | The Dream Chapter: Magic     | «Angel Or Devil»                                |
| 2019 | TXT                                  | The Dream Chapter: Magic     | «9와 4분의 3 승강장에서 너를 기다려 (Run Away)» |
| 2019 | TXT                                  | The Dream Chapter: Magic     | «Can't We Just Leave the Monster Alive?»        |
| 2019 | BETWEEN FRIENDS                      |                              | «affection»                                     |
| 2019 | BETWEEN FRIENDS                      | «u can still come over»      |                                                 |
| 2019 | Everglow                             | Arrival of Everglow          | «Bon Bon Chocolat»                              |
| 2019 | Everglow                             | Hush                         | «Hush»                                          |
| 2019 | BTS                                  | Map of the Soul: Persona     | «Boy with Luv»                                  |
| 2019 | BTS                                  | Map of the Soul: Persona     | «Mikrokosmos»                                   |
| 2019 | Twice                                | Feel Special                 | «Trick It»                                      |
| 2019 | Hyolyn                               |                              | «니가 더 잘 알잖아(youknowbetter)»              |
| 2019 | Jay Ulloa                            |                              | «Perdóname»                                     |
| 2019 | Brian Justin Crum                    |                              | «I & U»                                         |
| 2019 | Gavin Haley                          | Long Game                    | «Show Me»                                       |
| 2019 | Jakob Delgado                        |                              | «Lie»                                           |
| 2019 | Wengie ft. Minnie                    |                              | «Empire»                                        |
| 2020 | Little Glee Monster                  | Bright New World             | «SPIN»                                          |
| 2020 | Little Glee Monster                  | Bright New World             | «move on»                                       |
| 2020 | BTS ft. Sia                          | Map of the Soul: 7           | «On»                                            |
| 2020 | Dua Lipa                             | Future Nostalgia             | «Good In Bed»                                   |
| 2020 | Secret Number                        | Who Dis?                     | «Who Dis?»                                      |
| 2020 | Hyolyn                               | Say My Name                  | «Say My Name»                                   |
| 2020 | CLC                                  | Helicopter                   | «Helicopter»                                    |
| 2020 | CLC                                  | Helicopter                   | «Helicopter - English Version»                  |
| 2020 | Everglow                             | -77.82X-78.29                | «No Good Reason»                                |
| 2020 | Blackpink ft. Cardi B                | The Album                    | «Bet You Wanna»                                 |
| 2020 | Twice                                | Eyes Wide Open               | «I Can't Stop Me»                               |
| 2020 | Enhypen                              | Border: Day One              | «Given-Taken»                                   |
| 2020 | Twice                                |                              | «Cry for Me»                                    |
| 2021 | Dove Cameron                         |                              | «LazyBaby»                                      |
| 2021 | Enhypen                              | Border: Carnival             | «Drunk-Dazed»                                   |
| 2021 | Everglow                             | Last Melody                  | «Don't Ask Don't Tell»                          |
| 2021 | TXT ft. Seori                        | The Chaos Chapter: Freeze    | «0X1=Lovesong (I Know I Love You)»              |
| 2021 | Loona                                | [&]                          | «Dance On My Own»                               |
| 2021 | Sunmi                                | 1/6                          | «You Can't Sit With Us»                         |
| 2021 | Twice                                | Formula of Love: O+T=<3      | «Scientist»                                     |
| 2021 | Twice                                | Formula of Love: O+T=<3      | «Icon»                                          |
| 2022 | Seventeen                            | Face the Sun                 | «Don Quixote»                                   |
| 2022 | TXT                                  | Minisode 2: Thursday's Child | «Good boy Gone Bad»                             |
| 2022 | fromis_9                             | From Our Memento Box         | «Blind Letter»                                  |
| 2022 | J-Hope                               | Jack in the Box              | «Equal Sign»                                    |
| 2022 | Seventeen                            | Sector 17                    | «_World»                                        |
| 2022 | Hyolyn                               | Ice                          | «Ah Yeah»                                       |
| 2022 | Twice                                | Between 1&2                  | «Brave»                                         |
| 2022 | BTS                                  | Proof                        | «Run BTS»                                       |
| 2023 | Twice                                | Ready to Be                  | «Set Me Free»                                   |
| 2023 | Jihyo                                | Zone                         | «Killin' Me Good»                               |
| 2023 | Jihyo ft. 24kGoldn                   | Zone                         | «Talkin' About It»                              |
| 2023 | Blackpink                            | The Game OST                 | «The Girls»                                     |

### Como artista principal y colaboraciones
| Año  | Artista                                    | Álbum                        | Canción                           | Créditos         |
| ---- | ------------------------------------------ | ---------------------------- | --------------------------------- | ---------------- |
| 2012 | Melanie Fontana                            | Shelter Me Season 1 theme    | «Love Is Everything (Shelter Me)» | Escritora, voces |
| 2012 | Rod Stewart                                | Merry Christmas, Baby        |                                   | Coros            |
| 2013 | Rhema Soul ft. Gawvi                       |                              | «Party, Sleep, Repeat»            | Escritora, voces |
| 2013 | tyDi ft. Melanie Fontana                   |                              | «Nothing Really Matters»          | Escritora, voces |
| 2014 | tyDi ft. Melanie Fontana                   | Redefined                    | «Redefined»                       | Escritora, voces |
| 2014 | Krysta Youngs ft. Laganja Estranja         |                              | «Gold Grill BBQ»                  | Escritora, coros |
| 2014 | John Dahlbäck                              |                              | «Fireflies»                       | Escritora, voces |
| 2015 | Daya                                       | Daya                         |                                   | Coros            |
| 2016 | Simple Plan                                | Taking One for the Team      |                                   | Coros            |
| 2016 | Burak Yeter                                |                              | «Go»                              | Escritora, voces |
| 2016 | Burak Yeter                                | «Go 2.0»                     | Escritora, voces                  |                  |
| 2016 | Feider, Dzasko & Melanie Fontana           | Protocol Presents Miami 2016 | «Crashed»                         | Escritora, voces |
| 2017 | Otto Orlandi & ManyFew ft. Melanie Fontana |                              | «Don't Miss You»                  | Escritora, voces |
| 2017 | tyDi with Col3man ft. Melanie Fontana      |                              | «That's How You Know»             | Escritora, voces |
| 2017 | John Dahlbäck                              | Color In My Heart            | «Catch Me If You Can»             | Escritora, voces |
| 2017 | Otto Orlandi ft. Melanie Fontana           |                              | «Seven Days»                      | Escritora, voces |
| 2019 | Jason Ross ft. Melanie Fontana             | 1000 Faces                   | «Shelter»                         | Escritora, voces |
| 2020 | ARMNHMR ft. Melanie Fontana                | The Free World               | «Forever Young»                   | Escritora, voces |
| 2021 | Serhat Durmus ft. Melanie Fontana          | Arres                        | «Arres»                           | Escritora, voces |